# Blennidus kochalkai
Blennidus kochalkai là một loài bọ chân chạy thuộc phân họ Pterostichinae. Loài này được Straneo mô tả năm 1985.